# Flowood
Flowood é uma cidade localizada no estado americano de Mississippi, no Condado de Rankin.

## Demografia
Segundo o censo americano de 2000, a sua população era de 4750 habitantes.
Em 2006, foi estimada uma população de 6914, um aumento de 2164 (45.6%).

## Geografia
De acordo com o United States Census Bureau tem uma área de
42,9 km², dos quais 42,2 km² cobertos por terra e 0,7 km² cobertos por água.

## Localidades na vizinhança
O diagrama seguinte representa as localidades num raio de 12 km ao redor de Flowood.